# Keith Christiansen
Keith Raymond Christiansen (Fort Frances, Ontario, Kanada, 1944. július 14. – Duluth, Minnesota, 2018. november 5.) olimpiai ezüstérmes amerikai jégkorongozó.

## Pályafutása
A University of Minnesota at Duluth főiskolai csapatában kezdte a jégkorongozást. 1969 és 1972 között az amerikai válogatott tagja volt. Három világbajnokságon vett részt (1969, 1970, 1971) és tagja volt az 1972-es szapporói olimpián ezüstérmes csapatnak. 1972 és 1974 között a Minnesota Fighting Saints játékosaként a World Hockey Association (WHA) bajnokságban szerepelt és 138 mérkőzésen játszott.

## Sikerei, díjai
- Olimpiai játékok
  - ezüstérmes: 1972, Szapporo